# Mite Nunatak
Mite Nunatak är en nunatak i Antarktis. Den ligger i Östantarktis. Nya Zeeland gör anspråk på området.
Terrängen runt Mite Nunatak är varierad. Trakten är obefolkad. Det finns inga samhällen i närheten.